# محوطه شورگل
محوطه شورگل مربوط به هزاره اول - دوران‌های تاریخی پس از اسلام است و در شهرستان سلماس، روستای شورگل واقع شده و این اثر در تاریخ ۲۳ بهمن ۱۳۸۰ با شمارهٔ ثبت ۴۷۸۵ به‌عنوان یکی از آثار ملی ایران به ثبت رسیده است.